# Маретићи
Маретићи (хрв. Maretići) су насељено место у општини Вишњан, Истарска жупанија, Хрватска.

## Историја
До територијалне реорганизације у Хрватској били су у саставу старе општине Пореч. Као самостално насеље, Маретићи постоје од пописа 2011. године. Настао је издвајањем дела насеља Кошутићи.

## Становништво
У попису становништва из 2011. године, Маретићи су имали 1 становника.